# Giorgio Parisi
Giorgio Parisi (ur. 4 sierpnia 1948 w Rzymie) – włoski fizyk, laureat Nagrody Nobla w 2021, za odkrycie wzajemnych zależności pomiędzy nieuporządkowaniem a fluktuacjami w układach fizycznych na skalach od atomowych po planetarne. Od 2018 pełni funkcję jednego z prezesów zarządu Akademii Rysiów.
Od 1992 zagraniczny członek Francuskiej Akademii Nauk oraz amerykańskiej Narodowej Akademii Nauk (od 2003). Od 2013 stowarzyszony w Amerykańskim Towarzystwie Filozoficznym.

## Praca naukowa
Około 1980 roku Giorgio Parisi odkrył ukryte wzorce w nieuporządkowanych, złożonych materiałach. Jego odkrycia stanowią jedno z najważniejszych osiągnięć w teorii systemów złożonych. Umożliwiają one zrozumienie i opisanie wielu różnorodnych, pozornie całkowicie losowych materiałów i zjawisk, nie tylko w fizyce, ale także w innych, zupełnie odmiennych dziedzinach, takich jak matematyka, biologia, neurobiologia i uczenie maszynowe.

## Wyróżnienia
Parisi otrzymał co najmniej kilkanaście nagród naukowych:
- 1986: Nagroda Feltrinellego(inne języki), w kategorii nauk fizycznych, matematycznych i przyrodniczych - fizyka, chemia i zastosowania[9]
- 1992: Medal Boltzmanna(inne języki)[10] – za fundamentalny wkład w fizykę statystyczną, a zwłaszcza za rozwiązanie teorii pola średniego szkieł spinowych[11]

- 1999: Medal Diraca (ICTP) – za oryginalny i głęboki wkład w wiele dziedzin fizyki[12]

- 2002: włoska Nagroda Enrico Fermiego(inne języki) – za wkład w teorię pola i mechanikę statystyczną, a w szczególności za fundamentalne wyniki dotyczące statystycznych właściwości układów nieuporządkowanych[13]

- 2005: Nagroda Danniego Heinemana z fizyki matematycznej – za istotne odkrycia teoretyczne w szerokich dziedzinach fizyki cząstek elementarnych, kwantowej teorii pola i mechaniki statystycznej; szczególnie za pracę nad szkłem spinowym i układami nieuporządkowanymi[14]

- 2005: Nagroda Nonino(inne języki) „Włoski Mistrz naszych czasów”[15][16]

- 2007: Microsoft Award(inne języki).

"He has made outstanding contributions to elementary particle physics, quantum field theory and statistical mechanics, in particular to the theory of phase transitions and replica symmetry breaking for spin glasses. His approach of using computers to corroborate the conclusions of analytical proofs and to actively motivate further research has been of fundamental importance in his field."
- 2009: Lagrange Prize(inne języki). Nagroda przyznawana naukowcom, którzy najbardziej przyczynili się do rozwoju nauki o złożoności (science of complexity(inne języki)) w różnych dziedzinach wiedzy[17].

- 2011: Medal Maxa Plancka.

“For his significant contributions in theoretical elementary particle physics and quantum field theory and statistical physics, especially of systems with frozen disorder, especially spin glasses."
- Nature Awards for Mentoring in Science – Włochy, 2013. Nagroda za całokształt twórczości. Przyznawana corocznie innemu krajowi przez czasopismo naukowe "Nature"[19][20].

- 2015: High Energy and Particle Physics Prize(inne języki) (EPS HEPP Prize).

“For developing a probabilistic field theory framework for the dynamics of quarks and gluons, enabling a quantitative understanding of high-energy collisions involving hadrons”.
- 2016: Lars Onsager Prize(inne języki).

“For groundbreaking work applying spin glass ideas to ensembles of computational problems, yielding both new classes of efficient algorithms and new perspectives on phase transitions in their structure and complexity”.
- 2018: Pomeranchuk Prize(inne języki).

“For outstanding results in quantum field theory, statistical mechanics and particle theory”.
- 2021: Nagroda Wolfa.

“For ground-breaking discoveries in disordered systems, particle physics and statistical physics. The Wolf Prize in Physics is awarded to Giorgio Parisi for being one of the most creative and influential theoretical physicists in recent decades. His work has a large impact on diverse branches of physical sciences, spanning the areas of particle physics, critical phenomena, disordered systems as well as optimization theory and mathematical physics.”.
- 2021: Wymieniony na liście Clarivate Citation Laureates(inne języki).

"For ground-breaking discoveries in quantum-chromodynamics and in the study of complex disordered systems.".
- 2021: Nagroda Nobla w dziedzinie fizyki.

“For the discovery of the interplay of disorder and fluctuations in physical systems from atomic to planetary scales.”.

## Publikacje
- Giorgio Parisi, Statistical Field Theory, Addison Wesley, 1988, ISBN 978-0201059854. Brak numerów stron w książce
- Marc Mézard, Giorgio Parisi, Miguel Angel Virasoro, Spin glass theory and beyond, Singapore: World Scientific, 1987, ISBN 978-9971-5-0115-0. Brak numerów stron w książce
- Giorgio Parisi, La chiave, la luce, l'ubriaco, Roma: Di Renzo Editore, 2006, ISBN 978-88-8323-149-0. Brak numerów stron w książce
- Giorgio Parisi, Auletta Gennaro, Fortunato Mauro, Quantum Mechanics, Cambridge University Press, 2009, ISBN 978-0-521-86963-8. Brak numerów stron w książce
- Giorgio Parisi, Urbani Pierfrancesco, Zamponi Francesco, Theory of Simple Glasses, Cambridge University Press, 2020, ISBN 978-1-108-12049-4. Brak numerów stron w książce